# Callisto (gruppo musicale)
I Callisto sono una post-metal band finlandese con un suono molto simile ai Isis e ai Cult of Luna. Mentre il loro primo album True Nature Unfolds, ha sonorità tipiche di sludge metal e doom, il loro successivo lavoro Noir invece ha influenze post-rock tipiche di band come Mogwai e Magyar Posse. I Callisto utilizzano nei loro brani le voci femminili e i sassofoni. Grazie alle tematiche trattate, riguardanti il Cristianesimo, i Callisto sono da annoverare fra i gruppi christian metal.

## Formazione attuale
- Jani Ala-Hukkala - voce
- Markus Myllykangas - voce, chitarra
- Johannes Nygård - chitarra
- Arto Karvonen - sintetizzatore
- Juho Niemelä - basso, voce
- Ariel Björklund - batteria
- Jani Rättyä - percussioni (dal vivo)

## Discografia
- 2001 - Dying Desire
- 2002 - Ordeal of the Century Mini CD
- 2003 - Ordeal of the Century (riedizione) Mini CD
- 2004 - Jemima/Klimenko 12"
- 2004 - True Nature Unfolds
- 2005 - True Nature Unfolds (riedizione)
- 2006 - Noir
- 2009 - Providence
- 2015 - Secret Youth

## Tour
La band dal 2003 al 2010 ha svolto un'intensa attività live che l'ha portata a suonare in tutta Europa ed anche in Italia.